# Lenguas Mai Brat
Las lenguas Mai Brat o Maybrat son una pequeña familia lingüística de lenguas papúes de la Regencia de Maybrat, en la península de Doberai de Nueva Guinea. No están cercanamente emparentados con ninguna otro grupo aunque Ross (2005) las relaciona con las lenguas papúes occidentales, sobre la base de similitudes en el sistema pronominal aunque el parentesco sería lejana. Ethnologue (2009) las considera como una familia lingüística independiente.

## Comparación léxica
Los numerales en diferentes lenguas maybrat son:
| GLOSA | Mai Brat           | Karon Dori | PROTO- MAIBRAT |
| ----- | ------------------ | ---------- | -------------- |
| '1'   | sau (m) / saɪt (f) | sou        | *sau           |
| '2'   | ewok               | ai         | *aiwok         |
| '3'   | tuuf               | duf        | *tuf           |
| '4'   | jiit               | tit        | *tit           |
| '5'   | maat               | demsou     | *mat(?)        |
| '6'   | tamam              | ŋgremsou   | *krem-sau      |
| '7'   | krema              |            | *krem-aiwok    |
| '8'   | krentuuf           |            | *krem-tuf      |
| '9'   | krenjiit           |            | *krem-tit      |
| '10'  | nsaa               |            | ?              |